# Mike Bruner
Michael Lee "Mike" Bruner (Omaha, 23 de julho de 1956) é um ex-nadador dos Estados Unidos, ganhador de duas medalhas de ouro em Jogos Olímpicos.
Foi recordista mundial dos 200 metros borboleta entre 1976 e 1980.
Foi indicado "nadador americano do ano" em 1980 e indicado ao International Swimming Hall of Fame em 1988.